# Odomas myops
Odomas myops är en insektsart som beskrevs av Jacobi 1912. Odomas myops ingår i släktet Odomas och familjen dvärgstritar. Inga underarter finns listade i Catalogue of Life.